# Prost AP04
El Prost AP04 fue un monoplaza con el que el equipo Prost compitió en la temporada 2001 de Fórmula 1. Inicialmente fue conducido por el experimentado Jean Alesi, que estaba en su segundo año con el equipo, y Gastón Mazzacane, quien trajo el valioso patrocinio de PSN de Minardi después de que casi todos los patrocinadores se fueron, incluido el patrocinador principal Gauloises, poniendo al equipo en serio problemas. Eventualmente, Acer se convirtió en el nuevo patrocinador principal del equipo para la temporada.
Para Prost, 2001 fue una temporada de lucha ya que Alain Prost tuvo problemas para mantener el equipo en funcionamiento. Inicialmente, las cosas parecían bastante prometedoras después de la catastrófica temporada 2000, con la familia Diniz convirtiéndose en accionistas y trayendo el patrocinio de Parmalat al equipo. El AP04 también usó un motor y una transmisión de Ferrari, aunque el primero se marcó como un Acer en deferencia al patrocinador del título del equipo. Prost también fue uno de varios equipos que optaron por los nuevos neumáticos Michelin en el regreso de la compañía francesa al deporte. Alesi estableció tiempos rápidos en las pruebas de invierno, y el coche parecía mostrar una velocidad capaz.
Sin embargo, el equipo estaba sumido en el centro del campo una vez que comenzó la temporada, alimentando la especulación de que el equipo había corrido un coche ilegalmente rápido para atraer patrocinadores. Sin embargo, los monoplazas fueron mucho más confiables que el anterior AP03, Alesi terminó las 12 carreras que tuvo con el equipo. En el proceso, anotó cuatro preciosos puntos, cayó en desgracia ante el director del equipo Alain Prost y dejó el equipo para Jordan después del GP de Alemania para reemplazar al despedido Heinz-Harald Frentzen. El alemán se hizo cargo del rol del francés como líder del equipo, pero no pudo sumar puntos a los puntos.
Los problemas de manejo del equipo fueron aún más agudos en el auto 23. Mazzacane fue descartado después de cuatro carreras a favor del sudamericano Luciano Burti, que había sido derribado por Jaguar. El brasileño fue más rápido pero también se involucró en dos accidentes enormes que cancelaron dos chasis. Este último, en el GP de Bélgica lo puso fuera por el resto de la temporada. Su reemplazo, Tomáš Enge, funcionó competentemente, pero destruyó otro monoplaza en el GP de Japón.
Al final de la temporada, sin embargo, el foco estaba firmemente en el inminente colapso de Prost. El francés se había peleado con Diniz y su padre, el equipo se estaba quedando sin dinero. Varias ofertas para comprar el equipo fueron en vano, y Prost no sobrevivió hasta el 2002. Los coches y otros activos fueron comprados por Phoenix Finance, que intentó ingresar a un equipo para 2002 y 2003, pero la FIA no lo permitió, ya que no habían comprado la entrada de Prost ni habían pagado el bono obligatorio para nuevos equipos.
Los patrocinadores fueron: Acer (patrocinador principal/motor), Ferrari (motor), Michelin (neumáticos), Parmalat (accionistas de Diniz), PSN, Adecco, Magneti Marelli, CATIA y Dark Dog.
El equipo finalmente terminó noveno en el Campeonato de Constructores, con cuatro puntos, todos anotados por Alesi.

## Resultados

### Fórmula 1
(Clave) (negrita indica pole position) (cursiva indica vuelta rápida)

| Año     | Motor                            | Neu. | N.º | Pilotos               | 1   | 2   | 3   | 4   | 5   | 6   | 7   | 8   | 9   | 10  | 11  | 12  | 13  | 14  | 15  | 16  | 17  | Puntos | Pos. |
| ------- | -------------------------------- | ---- | --- | --------------------- | --- | --- | --- | --- | --- | --- | --- | --- | --- | --- | --- | --- | --- | --- | --- | --- | --- | ------ | ---- |
| 2001    | Acer 01A (Ferrari Tipo 049C) V10 | M    |     |                       | AUS | MYS | BRA | SMR | ESP | AUT | MON | CAN | EUR | FRA | GBR | GER | HUN | BEL | ITA | USA | JPN | 4      | 9.º  |
| 2001    | Acer 01A (Ferrari Tipo 049C) V10 | M    | 22  | Jean Alesi            | 9   | 9   | 8   | 9   | 10  | 10  | 6   | 5   | 15  | 12  | 11  | 6   |     |     |     |     |     | 4      | 9.º  |
| 2001    | Acer 01A (Ferrari Tipo 049C) V10 | M    | 22  | Heinz-Harald Frentzen |     |     |     |     |     |     |     |     |     |     |     |     | Ret | 9   | Ret | 10  | 12  | 4      | 9.º  |
| 2001    | Acer 01A (Ferrari Tipo 049C) V10 | M    | 23  | Gastón Mazzacane      | Ret | 12  | Ret | Ret |     |     |     |     |     |     |     |     |     |     |     |     |     | 4      | 9.º  |
| 2001    | Acer 01A (Ferrari Tipo 049C) V10 | M    | 23  | Luciano Burti         |     |     |     |     | 11  | 11  | Ret | 8   | 12  | 10  | Ret | Ret | Ret | Ret |     |     |     | 4      | 9.º  |
| 2001    | Acer 01A (Ferrari Tipo 049C) V10 | M    | 23  | Tomáš Enge            |     |     |     |     |     |     |     |     |     |     |     |     |     |     | 12  | 14  | Ret | 4      | 9.º  |
| Fuente: |                                  |      |     |                       |     |     |     |     |     |     |     |     |     |     |     |     |     |     |     |     |     |        |      |